# Helmut Riemann
Helmut Riemann (* 1943 in Berlin) ist ein deutscher Architekt. 

## Wirken
Nach Ausbildungen zum Tischler und zum Maurer absolvierte er ein Studium an der Staatlichen Ingenieurakademie Berlin, das er 1967 zum Abschluss brachte. 1977 siedelte er nach Lübeck über und machte sich dort selbständig. 
Riemann wurde 1988 in den Denkmalrat des Landes Schleswig-Holstein berufen und übernahm 1993 dessen Vorsitz. Er war 2013 bis 2020 Mitglied im Gestaltungsrat von Potsdam, außerdem Mitglied in des Gestaltungsbeiräten von Regensburg, Bad Malente, Biberach und Eckernförde sowie Preisrichter in zahlreichen Architekturwettbewerben.
Er erhielt 2008 den Verdienstorden des Landes Schleswig-Holstein für „zwei Jahrzehnte[n] Verdienste um den Denkmalschutz“, womit vor allem sein Wirken ab 1988 im Denkmalrat des Landes Schleswig-Holstein gemeint war, dessen Vorsitzender er seit 1993 war.
Helmut Riemann ist seit 2015 Mitglied der Freien Akademie der Künste in Hamburg. Er ist auch Mitglied im Kuratorium der Otto Haesler Stiftung.

## Bauten (Auswahl)
Bekannt wurde Helmut Riemann für 16 realisierte Projekte in der ostfriesischen Kleinstadt Norden, wo er in der Hauptstraße durch Sanierungen, Umbauten und Teilrekonstruktionen die Wiedergewinnung bzw. die Erzeugung eines bestimmten Straßenbildes bewirkte. Die Arbeiten wurden ausgezeichnet u. a. mit dem Preis des niedersächsischen Landesverbandes im Bund Deutscher Architekten (1994 und 2000).
Seine Bauten hat Riemann in mehreren Veröffentlichungen publiziert.
- Sanierung und Umbau einer historischen Bäckerei im Engelswisch in Lübeck (Preis des BDA-Landesverbands Schleswig-Holstein, 1984)
- Medienhaus Kiel (1991–1993)[9]
- Fassadensanierung Schloss Ahrensburg (2009)
- Renovierung Reemtsma-Villa in Hamburg (seit 2008)[10][11]
- Neubau Kapelle auf dem Campus der Universität Flensburg (2009, Holzbaupreis Schleswig-Holstein 2009)[12][13]
- Hotel Grand Spa Resort A-Rosa, Sylt (fertiggestellt 2009)[14]
- Umbau Ruine Hardenburg in Bad Dürkheim (fertiggestellt 2012)[15]
- Neubau Markt 7 „Weißer Bock“ in Frankfurt am Main (2018)[16][17]
- Motel „One Haus“ in Lübeck[18][19]